# Бразилско предприятие за изследвания в селското стопанство
Бразилското предприятие за изследвания в селското стопанство (на португалски: Empresa Brasileira de Pesquisa Agropecuária) е държавен научноизследователски институт в Бразилия със седалище в столицата Бразилия.
Основан е през 1973 г. Занимава се с изследвания в областта на земеделието и животновъдството. Към 2012 г. разполага с няколко десетки подразделения в различни части на страната и над 8 хиляди служители, от които около 2 хиляди учени.
1. ↑  www.embrapa.br //   Посетен на 8 юли 2015 г.